# Dasyuromyia aperta
Dasyuromyia aperta là một loài ruồi trong họ Tachinidae.